# Le Thil
Le Thil är en kommun i departementet Eure i regionen Normandie i norra Frankrike. Kommunen ligger i kantonen Étrépagny som tillhör arrondissementet Les Andelys. År 2022 hade Le Thil 594 invånare.

## Befolkningsutveckling
Antalet invånare i kommunen Le Thil
Referens:INSEE